# Groupe B des éliminatoires de la Coupe d'Afrique des nations de football 2019
Le groupe B des qualifications à la Coupe d'Afrique des nations de football 2019 est un mini-championnat disputé en six matchs aller-retour de mars 2017 à mars 2018. Ce groupe est composé du Cameroun, des Comores, du Malawi et du Maroc. Le Maroc et le Cameroun terminent aux deux premières places et se qualifient pour la CAN 2019.

## Règlement
Le Cameroun devait initialement accueillir la CAN 2019 et était donc qualifié d'office en tant que pays hôte. La deuxième place qualificative du groupe B devait être attribuée à la meilleure équipe du groupe, hors Cameroun. Contrairement aux éditions précédentes des éliminatoires, les résultats du Cameroun sont pris en compte dans l'établissement du classement.
Le changement de pays organisateur modifie ces règles, le Cameroun n'étant plus qualifié automatiquement. Selon la fédération comorienne, qui s'appuie sur le règlement de la CAF, le Cameroun devrait même être disqualifié.

## Tirage au sort
Le tirage au sort se déroule le 12 janvier 2017 à Libreville. Les 51 sélections africaines sont classées dans cinq chapeaux selon un classement CAF construit à partir des résultats dans les CAN précédentes.
Le tirage au sort désigne les équipes suivantes dans le groupe B :
- Chapeau 1 : Cameroun (9e du classement CAF)
- Chapeau 2 : Maroc (18e du classement CAF)
- Chapeau 3 : Malawi (38e du classement CAF)
- Chapeau 5 : Vainqueur de Comores (49e du classement CAF) - Maurice (51e du classement CAF)

En mars 2017, les Comores éliminent Maurice sur une confrontation aller-retour (2-0 ; 1-1) au premier tour.

## Classement
| Rang | Équipe   | Pts | J | G | N | P | Bp | Bc | Diff |  | Résultats (▼ dom., ► ext.) |     |     |     |     |
| ---- | -------- | --- | - | - | - | - | -- | -- | ---- |  | -------------------------- | --- | --- | --- | --- |
| 1    | Maroc    | 11  | 6 | 3 | 2 | 1 | 8  | 3  | +5   |  | Maroc                      |     | 2-0 | 3-0 | 1-0 |
| 2    | Cameroun | 11  | 6 | 3 | 2 | 1 | 6  | 3  | +3   |  | Cameroun                   | 1-0 |     | 1-0 | 3-0 |
| 3    | Malawi   | 5   | 6 | 1 | 2 | 3 | 2  | 6  | -4   |  | Malawi                     | 0-0 | 0-0 |     | 1-0 |
| 4    | Comores  | 5   | 6 | 1 | 2 | 3 | 5  | 9  | -4   |  | Comores                    | 2-2 | 1-1 | 2-1 |     |

## Résultats
1re journée :
| Samedi 10 juin 2017 | Malawi              | 1 - 0 | Comores | Stade Kamuzu - Blantyre   |                           |
| 12:30 GMT           | Gerald Phiri Jr 32e | (1-0) |         | Arbitrage : Denis Dembele | Arbitrage : Denis Dembele |
| 12:30 GMT           | Rapport             |       |         | Arbitrage : Denis Dembele | Arbitrage : Denis Dembele |

| Samedi 10 juin 2017 | Cameroun      | 1 - 0 | Maroc | Stade Ahmadou-Ahidjo, Yaoundé     |                                   |
| 14:00 GMT           | Aboubakar 27e | (1-0) |       | Arbitrage : Bamlak Tessema Weyesa | Arbitrage : Bamlak Tessema Weyesa |
| 14:00 GMT           | Rapport       |       |       | Arbitrage : Bamlak Tessema Weyesa | Arbitrage : Bamlak Tessema Weyesa |

2e journée :
| 8 septembre 2018 | Comores           | 1 - 1 | Cameroun    | Stade international Saïd Mohamed Cheikh, Mitsamiouli |                          |
| 15h00 (UTC+3)    | Ben Nabouhane 15e | (1-0) | 80e Bahoken | Arbitrage : Gehad Grisha                             | Arbitrage : Gehad Grisha |
| 15h00 (UTC+3)    | Rapport           |       |             | Arbitrage : Gehad Grisha                             | Arbitrage : Gehad Grisha |

| 8 septembre 2018 | Maroc                         | 3 - 0 | Malawi | Stade Mohammed-V, Casablanca          |                                       |
| à determiner     | Ziyech 3e · En-Nesyri 42e 78e | (2-0) |        | Arbitrage : Jean-Jacques Ndala Ngambo | Arbitrage : Jean-Jacques Ndala Ngambo |
| à determiner     | Rapport                       |       |        | Arbitrage : Jean-Jacques Ndala Ngambo | Arbitrage : Jean-Jacques Ndala Ngambo |

3e journée :
| 12 octobre 2018 | Cameroun          | 1 - 0 | Malawi | Stade Ahmadou-Ahidjo, Yaoundé |                              |
| à déterminer    | Choupo-Moting 62e | (0-0) |        | Arbitrage : Youssef Essrayri  | Arbitrage : Youssef Essrayri |
| à déterminer    | Rapport           |       |        | Arbitrage : Youssef Essrayri  | Arbitrage : Youssef Essrayri |

| 13 octobre 2018 | Maroc                    | 1 - 0 | Comores | Stade Mohammed-V, Casablanca |                            |
| à déterminer    | Fayçal Fajr 90+6e (pen.) | (0-0) |         | Arbitrage : Ali Lemghaifry   | Arbitrage : Ali Lemghaifry |
| à déterminer    | Rapport                  |       |         | Arbitrage : Ali Lemghaifry   | Arbitrage : Ali Lemghaifry |

4e journée :
| 16 octobre 2018 | Malawi  | 0 - 0 | Cameroun | Stade Kamuzu, Blantyre   |                          |
| à déterminer    |         | (0-0) |          | Arbitrage : Victor Gomes | Arbitrage : Victor Gomes |
| à déterminer    | Rapport |       |          | Arbitrage : Victor Gomes | Arbitrage : Victor Gomes |

| 16 octobre 2018 | Comores              | 2 - 2 | Maroc                     | Stade international Saïd Mohamed Cheikh, Mitsamiouli |                                   |
| à déterminer    | Ben Nabouhane 8e 91e | (1-0) | 53e Boutaïb · 61e Amrabat | Arbitrage : Davies Ogenche Omweno                    | Arbitrage : Davies Ogenche Omweno |
| à déterminer    | Rapport              |       |                           | Arbitrage : Davies Ogenche Omweno                    | Arbitrage : Davies Ogenche Omweno |

5e journée :
| 16 novembre 2018 | Maroc                 | 2 - 0 | Cameroun | Stade Mohammed-V, Casablanca   |                                |
|                  | Ziyech 54e (pen.) 66e | (0-0) |          | Arbitrage : Eric Otogo-Castane | Arbitrage : Eric Otogo-Castane |
|                  | Rapport               |       |          | Arbitrage : Eric Otogo-Castane | Arbitrage : Eric Otogo-Castane |

| 17 novembre 2018 | Comores                       | 2 - 1 | Malawi       | Stade de Moroni, Moroni      |                              |
|                  | Ben Nabouhane 2e · Chamed 67e | (1-0) | 65e P. Phiri | Arbitrage : Louis Hakizimana | Arbitrage : Louis Hakizimana |
|                  | Rapport                       |       |              | Arbitrage : Louis Hakizimana | Arbitrage : Louis Hakizimana |

6e journée :
| 22 mars 2019 | Malawi  | 0 - 0 | Maroc | Stade Kamuzu, Blantyre                 |                                        |
| 15h00        |         | (0-0) |       | Arbitrage : Hélder Martins de Carvalho | Arbitrage : Hélder Martins de Carvalho |
| 15h00        | Rapport |       |       | Arbitrage : Hélder Martins de Carvalho | Arbitrage : Hélder Martins de Carvalho |

| 23 mars 2019 | Cameroun                                    | 3 - 0 | Comores | Stade Ahmadou-Ahidjo, Yaoundé   |                                 |
| 16h00        | Choupo-Moting 38e · Bassogog 53e · Njie 89e | (1-0) |         | Arbitrage : Bakary Papa Gassama | Arbitrage : Bakary Papa Gassama |
| 16h00        | Rapport                                     |       |         | Arbitrage : Bakary Papa Gassama | Arbitrage : Bakary Papa Gassama |

## Liste des buteurs
4 buts :
- El Fardou Ben Nabouhane

3 buts :
- Hakim Ziyech

2 buts :
- Eric Maxim Choupo-Moting
- Youssef En-Nesyri

1 but :
- Vincent Aboubakar
- Christian Bassogog
- Stéphane Bahoken
- Clinton Njie
- Nasser Chamed
- Gerald Phiri Jr
- Patrick Phiri
- Nordin Amrabat
- Khalid Boutaïb
- Fayçal Fajr